# Леопольд Даніс
Леопольд Даніс (нім. Leopold Danis; нар. 17 квітня 1901 — ?) — австрійський футболіст, нападник.
З 1916 по 1928 рік захищав кольори віденського клубу «Зіммерингер». В сезоні 1923/24 став найрезультативнішим гравцем Віденської футбольної ліги — 16 забитих м'ячів (разом з Рудольфом Ганелем і Густавом Візером). За «Зіммерингер» провів 173 лігових матчі, 74 гола. В чемпіонаті 1925/26 команда стала третьою і це є найкращим результатом в її історії. Один сезон виступав за «Вінер АК» — у 19 лігових матчів забив 5 голів. Завершував футбольну кар'єру в клубові «Нікольсон», кольори якого захищав протягом трьох років.
1924 року залучався до ігор національної збірної. Провів три товариських матчі проти команд Італії, Болгарії і Швеції. Єдиний м'яч за збірну Австрії провів у ворота балканської команди.
| Клуб              | Сезон             | Ліга | Ліга | Кубок | Кубок |
| Клуб              | Сезон             | Ігри | Голи | Ігри  | Голи  |
| ----------------- | ----------------- | ---- | ---- | ----- | ----- |
| «Зіммерингер»     | 1916/17           | 4    | 0    | —     | —     |
| «Зіммерингер»     | 1917/18           | 10   | 0    | —     | —     |
| «Зіммерингер»     | 1918/19           | 11   | 4    | 2     | 2     |
| «Зіммерингер»     | 1919/20           | 5    | 2    | 0     | 0     |
| «Зіммерингер»     | 1920/21           | 20   | 7    |       |       |
| «Зіммерингер»     | 1921/22           | 19   | 8    | 1     | 0     |
| «Зіммерингер»     | 1922/23           | 6    | 1    | 0     | 0     |
| «Зіммерингер»     | 1923/24           | 20   | 16   | 4     | 4     |
| «Зіммерингер»     | 1924/25           | 20   | 11   | 2     | 2     |
| «Зіммерингер»     | 1925/26           | 21   | 11   | 4     | 6     |
| «Зіммерингер»     | 1926/27           | 20   | 5    | 3     | 2     |
| «Зіммерингер»     | 1927/28           | 17   | 9    | 2     | 1     |
| «Вінер АК»        | 1928/29           | 19   | 5    | 0     | 0     |
| «Нікольсон»       | 1929/30           | 1    | 0    | 1     | 0     |
| «Нікольсон»       | 1930/31           | 9    | 4    | 7     | 1     |
| «Нікольсон»       | 1931/32           | 7    | 3    | 0     | 0     |
| Всього за кар'єру | Всього за кар'єру | 209  | 86   | 26    | 18    |